# تجلط
يشير مصطلح التخثر أو التجلط إلى قدرة المادة الملامسة للدم على إنتاج خثرة أو الجلطة. وإنه لا يشير فقط إلى الجلطات الثابتة ولكن أيضًا إلى الجلطات والخثرات التي انفصلت عن جدار الوعاء الدموي وتنتقل عبر مجرى الدم. يمكن أن يشمل التجلط أيضًا أحداثًا مثل تنشيط المسارات المناعية وأنظمة البلعمة. تعتبر جميع المواد خثارية[بحاجة لمصدر] بإستثناء الحالة الطبيعية للخلايا المبطنة للأوعية الدموية. بعض أنواع زراعات الأدوات الطبية والأنسجة الداخلية للجسم غير مسببة للخثرات بسبب إرتفاع معدلات تدفق الدم بعد الزرع، ولكنها في الواقع كلها قد تؤدي لحدوث خثرة إلى حدٍ ما. تتوفر معالجات سطحية مختلفة للتقليل من ظهور الخثرات وحدوث التخثر. في نهاية المطاف يُغطى الزرع الداخلي بكبسولة ليفية، ويمكن إعتبار سماكة هذه الكبسولة أحد مقاييس التجلط، وإذا كان الحد الأقصى يمكن أن يؤدي إلى فشل الزرع.